# Lunar Reconnaissance Orbiter
A Lunar Reconnaissance Orbiter az amerikai űrszonda, a Constellation program, ezen belül a Lunar Precursor Robotic Program (angolul holdi előkészítő robotprogram) első küldetése. A Hold erőforrásai és víz után kutat, amit majd hasznosítani lehet egy későbbi emberes holdrepülés során. Többszöri halasztás után 2009. június 18-án indították a Kennedy Űrközpontból, Atlas–5 rakétával. Az LRO magával viszi a LCROSS egységet, amely a felső Centaur rakétafokozat becsapódását figyeli meg.

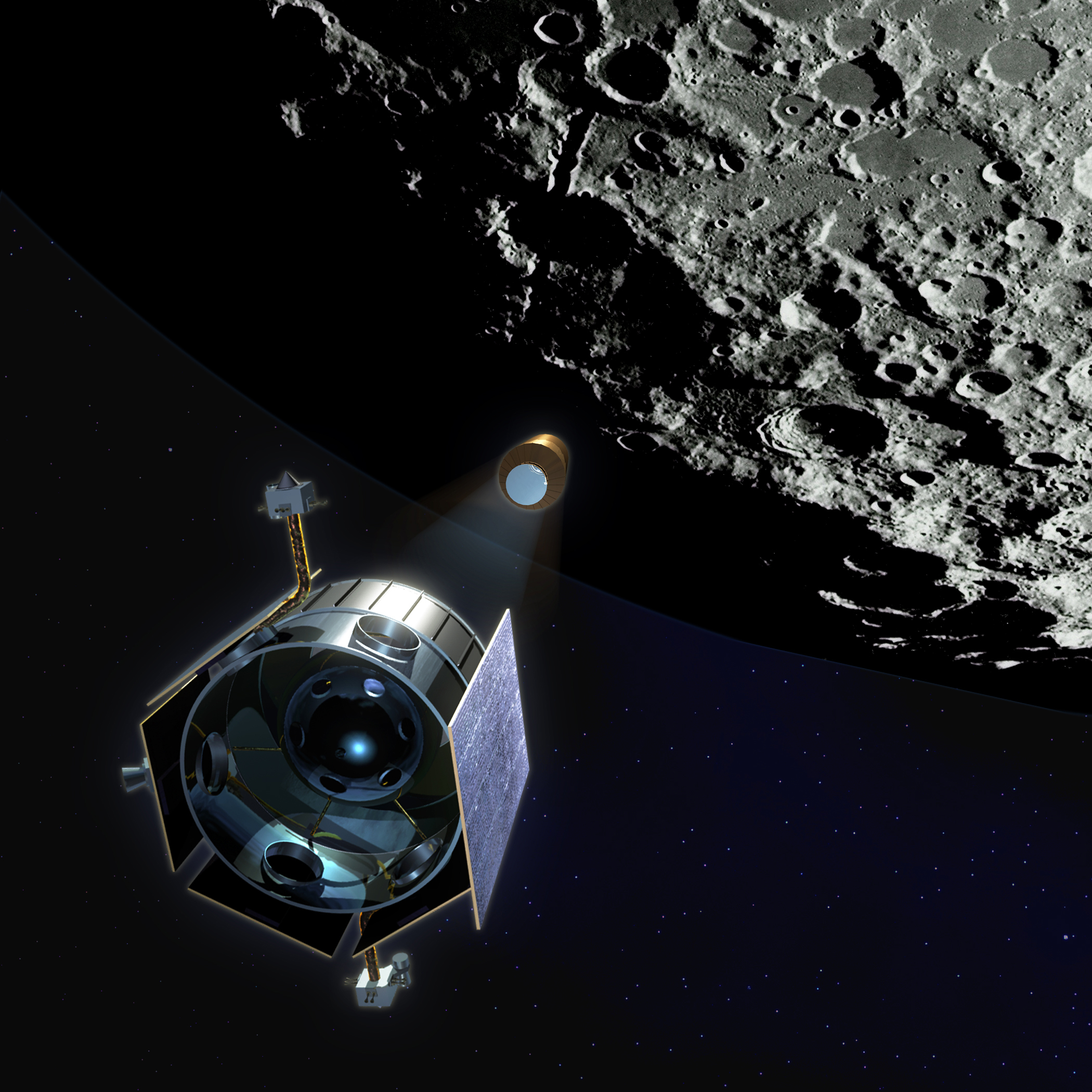
A LCROSS és a felső Centaur rakétafokozat szétválasztás után

## Műszerek

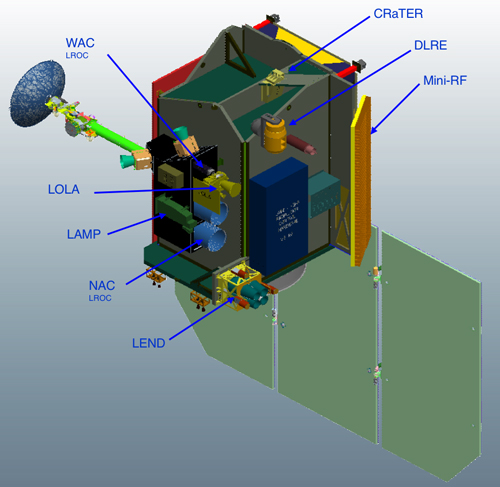
Az LRO műszerei

- Lunar Orbiter Laser Altimeter (LOLA): A lézeres magasságmérő berendezéssel a Hold pontos háromdimenziós modelljét állítják elő, így többek között megtalálhatják (a Földről nem látszó oldalon is) a folyamatosan árnyékos területeket (ahol vízjég maradhatott meg), illetve a folyamatosan napsütötte területeket (ahol folyamatosan elektromosság állítható elő napelemekkel).[2]
- Lunar Reconnaissance Orbiter Camera (LROC): Nagy felbontású az ultraibolya és a látható fény tartományában dolgozó kamera, fekete-fehér üzemmódban az 50 kilométeres magasságról felbontása eléri az 1 métert, alacsony napállásnál a tárgyak által vetett megnyúlt árnyékok ennél kisebb tárgyak jelenlétét is elárulhatják. A két, nagy felbontású NAC egység látómezeje 5 km, a nagy látószögű WAC egység 100 méteres felbontású, 60 km látómezejű.[3]
- Lunar Exploration Neutron Detector (LEND): A neutrondetektor fő feladata a (víz formájában megjelenő) hidrogénről szóródó kozmikus sugárzás érzékelése, így a Holdon található víz (holdi víz) feltérképezése.[4]
- Diviner Lunar Radiometer Experiment: Hőkamera, mellyel a felszín és a felszín alatti rétegek hőmérséklete mérhető. A közeljövő holdexpedíciói – az Apollo-programmal ellentétben – nem csak az egyenlítő környékén fognak leszállni, és akár két hétig is a felszínen maradnak, ez sokkal szélsőségesebb hőmérsékleti viszonyokat jelent, amire fel kell készülni.[5]
- Lyman-Alpha Mapping Project (LAMP): Távoli ultraibolya-kamera, mellyel a teljes felszínt feltérképezik. Képes a folyamatosan napárnyékban lévő, csak a csillagfény és a Naprendszerben lévő hidrogénfelhők által szórt fény által megvilágított területek leképzésére is.[6][7]
- Cosmic Ray Telescope for the Effects of Radiation (CRaTER): A kozmikus sugárzás holdfelszíni erősségét vizsgáló műszer, elsősorban annak [biológiai hatásait kívánják felmérni.][8]
- Mini-RF Technology Demonstration: Szintetikus apertúrájú radar, a felszín alatti jéglerakódások keresésére. Technológiai kísérlet, a berendezés részben megegyezik az indiai Csandrajáan–1 szondán repülő, szintén amerikai Mini-SAR berendezéssel. (Az indiai szondán egy kisebb, 9 kilogrammos, az amerikain egy nagyobb, 14 kilogrammos változat van.)[9]

## Küldetés

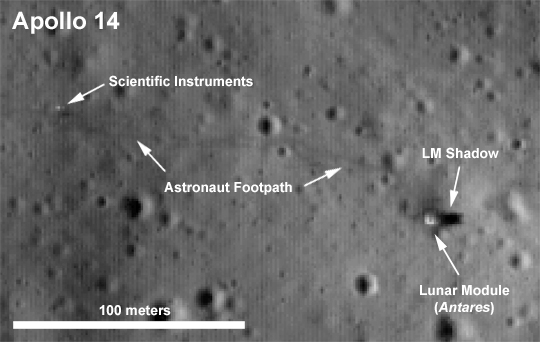
Az Apollo–14 Antares nevű holdkompjának leszállóhelye

### Célok
Az űrszonda célja elsősorban a későbbi holdexpedíciók számára történő adatgyűjtés: potenciális leszállóhelyek keresése és feltérképezése, a Holdon található, emberes holdexpedíciók esetén felhasználható erőforrások keresése és feltérképezése, a holdi sugárzási környezet vizsgálata. Különös hangsúlyt kap a Hold pólusainak vizsgálata; egyrészt, mert itt találhatóak folyamatosan megvilágított területek (a földi sarki területeken lévő éjféli naphoz hasonlóan), másrészt, mert a pólusok közelében lévő kráterekben tartósan lehet  vízjég, melyet felhasználhatnak az ott tartózkodó űrhajósok.
A holdszonda céljai között van a leszállás közben vagy a Hold felszínén eltűnt űrszondák helyének megállapítása. A Lunohod–1 szovjet holdjáróval 322 nap holdfelszíni működés után olyan hirtelen szakadt meg a kapcsolat, hogy 2010-ig ismeretlen volt a végső tartózkodási helye. A szovjet holdjárót 2010. április 22-én fedezte fel az LRO.
A Surveyor–4-gyel közvetlenül a holdfelszín elérése előtt szakadt meg a kapcsolat.
Az ismert helyzetű leszállóegységek környezetének fényképezése pedig azért lehet érdekes, mert ezen szondák némelyike már több mint 40 éve van a Hold felszínén, így ha ennyi idő alatt környezetükben változások álltak be (például kisebb meteoritok is becsapódhattak), akkor ez az LRO-val már felfedezhető.

### Nevek a Holdon
A NASA  a pasadenai Planetary Society és a north laureli Applied Physics Laboratory közreműködésével lehetővé tette, hogy 2008. július 27-ig bárki megadhassa nevét egy honlapon.  A megadott határidőig több mint egymillió ember élt ezzel a lehetőséggel. Ezeket a neveket egy mikrochipre mentve a leszállóegység a Hold felszínére juttatja.
A szonda 2009. június 19-én indult, és június 23-án állt Hold körüli pályára. Az LROC kamera első (egyelőre teszt-) felvételeit június 30-án készítette a Hell-kráter környékéről, már ezeken elérték a 73 centiméteres felbontást (noha a szonda még nem érte el az 50 kilométer magasan húzódó poláris pályát, ennél magasabban volt).
Még a végleges augusztusi pályára állás előtt, a műszerek kalibrálása közben lefotózta az Apollo-program űrrepüléseinek leszállóhelyeit, a holdkompok felszínen maradt részeivel, az Apollo–14 esetében az űrhajósok lábnyomai is látszottak.
Az űrszonda szeptemberben kezdte a tudományos munkát. A neutrondetektor a Déli pólus közelében viszonylag hamar talált vízre utaló jeleket (hidrogén közvetett érzékelésére képes), a lézerradar pedig az ismertnél meredekebb lejtőjű kráterfalakat talált, ami a későbbiekben okozhat nehézséget a járműveknek.